# Lukas Dauser
Lukas Dauser, född 15 juni 1993, är en tysk gymnast.

## Karriär
Vid olympiska sommarspelen 2020 tog Dauser silver i barr. Vid världsmästerskapen i artistisk gymnastik 2023 tog han guld i barr.